# 波萨达
波萨达（義大利語：Posada），是意大利撒丁大区努奥罗省的一个市镇。总面积33.52平方公里，人口2889人，人口密度86.2人/平方公里（2009年）。ISTAT代码为091073。